# DD'S咖啡館
DD'S咖啡館（DD‘s night club & cafe restaurant），又名地地司、甜甜斯，是中華民國時期上海市著名的咖啡館。

## 历史
DD'S咖啡館位於霞飛路（現淮海路）上，由上海白俄經營。1937年7月開始，DD'S還開始經營夜店。後來因規模擴大，DD'S在靜安寺路和四川路開設分店。